# 宮地美然
宮地 美然（みやち みしか、2013年9月2日 - ）は、日本の女性子役。テアトルアカデミー所属。

## 人物
特技は空手。

## 出演作品

### テレビドラマ
- 同期のサクラ（2019年、日本テレビ） - 火野つくし〈幼少期〉
- 俺の話は長い（2019年、日本テレビ） - 薗田の娘
- 竜の道 二つの顔の復讐者（2020年、関西テレビ・フジテレビ） - 吉江美佐〈幼少期〉
- 親バカ青春白書（2020年、日本テレビ） - 小比賀さくら〈幼少期〉
- にじいろカルテ（2021年、テレビ朝日） - 紅野真空〈幼少期〉
- 理想のオトコ 第1話・第2話（2021年、テレビ東京）
- シェフは名探偵 第1話（2021年、テレビ東京） - 恵子〈幼少期〉
- 機捜235（2021年、テレビ東京） - 女の子
- つまり好きって言いたいんだけど、（2021年、テレビ東京） - 冴島千歳〈幼少期〉
- いりびと-異邦人-（2021年、WOWOW） - 篁菜穂〈幼少期〉
- ファイトソング 第2話（2022年1月18日、TBS） - 美咲
- 愛しい嘘〜優しい闇〜 第5話（2022年2月11日、テレビ朝日） - ミユキ
- 探偵が早すぎる 春のトリック返し祭り 第3話（2022年4月28日、読売テレビ・日本テレビ）- 葉子〈幼少期〉
- 嫌われ監察官 音無一六 season1 第1話（2022年5月6日、テレビ東京） - 佐橋真美（9歳時）
- 雨に消えた向日葵 第4話・最終話（2022年8月14日・8月21日、WOWOW） - 真由子〈幼少期〉
- ほんとにあった怖い話 夏の特別編2022（2022年8月20日、フジテレビ）
- テッパチ! 第8話（2022年8月24日、フジテレビ） - 花音
- 作りたい女と食べたい女 第2話・第8話（2022年11月30日・12月12日、NHK総合） - 野本ユキ〈幼少期〉
- 勝利の法廷式（2023年、読売テレビ・日本テレビ） - 早乙女花〈幼少期〉
- ウソ婚（2023年、関西テレビ・フジテレビ） - 千堂八重〈幼少期〉

### 映画
- アクターズ・ショート・フィルム2『ありがとう』（2022年2月6日、WOWOW） - 娘
- TANG タング（2022年8月11日、ワーナー・ブラザース映画）
- サバカン SABAKAN（2022年8月19日、キノフィルムズ） - 好香
- ゆとりですがなにか インターナショナル（2023年10月13日、東宝） - 小池美智

### 舞台
- オノマトペイント2020（アカリ）

### 吹き替え
- ファザーフッド（2021年、マディ・ロゼリン〈メロディ・ハード〉）※Netflix版

### CM
- ハウス食品「とんがりコーン」
- メルカリ 三日坊主篇
- ファミリーマート
- 伊藤ハム「ポールウィンナー」 - ナレーション
- マクドナルド「ハッピーセット」
- ANA「SUPER VALUE～北海道トマム編～」
- 日本グットイヤータイヤ「EfficientGrip RVF02 PV イメージ篇」
- LINE for Business「LINEと実現する"Better Normal"な世界」

### 本
- 世界文化社
  - PriPri
  - ワンダーブック